# Operação Mostar
A Operação Mostar foi uma série de operações militares partidárias iugoslavas na Herzegovina de 6 a 15 de fevereiro de 1945.

## A Batalha
A maior parte da Herzegovina central fazia parte do Distrito de Hum no Estado Independente da Croácia. Mostar também abrigou um campo aéreo da Força Aérea do Estado Independente da Croácia.
Os guerrilheiros tomaram o bastião Ustaše de Široki Brijeg dos alemães e croatas em 7 de fevereiro. Após a perda de Široki Brijeg, a linha alemã foi reduzida à defesa imediata da cidade de Mostar pelo oeste e pelo sul. O 370º Regimento de Infantaria com partes do 369º Batalhão Blindado Panzerjäger Abteilung ocuparam posições de infantaria a oeste da cidade, e a posição de artilharia foi estabelecida na Colina Varda, cinco quilômetros ao sul da cidade. A área entre essas posições foi preenchida com elementos da Nona Divisão de Montanha do NDH. Nessas posições, durante cinco dias, foram travados combates variáveis, com grande número de penetrações e contra-ataques limitados.
O quartel-general do Oitavo Corpo Partidário emitiu uma ordem em 12 de fevereiro para dirigir um ataque total a Mostar. De acordo com o comando, a 29ª Divisão deveria libertar Nevesinje e fechar o cerco em torno de Mostar nos lados leste e nordeste, a 19ª divisão deveria quebrar a resistência do sul, a 26ª divisão do oeste e a 9ª Divisão do norte, cortando a rota de fuga em direção a Sarajevo. O foco do ataque estava na ação da 26ª Divisão. 
O ataque começou no dia 13 de fevereiro às 19h. Unidades das 9ª, 19ª e 26ª divisões avançaram sistematicamente, quebrando a resistência persistente dos alemães e croatas e destruindo os pontos de resistência um por um. Os alemães e croatas sofreram grandes perdas. Além de numerosos soldados, foi morto o comandante do 2º Batalhão do 370º Regimento, Capitão Hampel. Ele foi substituído pelo tenente Mattiba, que também foi morto. Os guerrilheiros capturaram o reduto Chetnik de Nevesinje na noite de 13/14 de fevereiro. 
Em 14 de fevereiro, os combates atingiram a própria cidade. Durante a ocupação da parte oeste da cidade, o comandante do 370º Regimento, Major Becker, também foi morto. Durante a tarde, os alemães foram expulsos da parte ocidental da cidade, retendo apenas a parte oriental da ponte para permitir a retirada das tropas de Nevesinje, Buna e Blagaj. Os ataques da Primeira, Sexta e Décima Primeira Brigadas Dálmatas às 18h liquidaram esta cabeça de ponte e as tentativas de demolir as pontes de Neretva foram evitadas. Ao fazer isso, Mostar foi libertada. 

### Execuções
Ao entrar na cidade, os Partidários levaram sete franciscanos, incluindo o chefe da Província Franciscana da Herzegovina Leo Petrović, da Igreja de São Pedro e Paulo e os executaram.  Seus corpos foram posteriormente jogados no rio Neretva.

## Ordem de batalha

### Eixo
- 369.ª Divisão de Infantaria
- 9ª Divisão de Guarda Nacional de Montanha Ustaše
- Corpo Chetnik de Nevesinje (aproximadamente 600 soldados)[6]

### Partidários
- 8º Corpo Dálmata
  - 9ª Divisão Dálmata
  - 19ª Divisão Dálmata
  - 26ª Divisão Dálmata
  - Brigada de Artilharia do Oitavo Corpo
  - 29ª Divisão da Herzegovina
  - Primeira Brigada de Tanques